# Hall Overton
Hall Franklin Overton (født 23. februar 1920 i Bangor, Michigan - død 24. november 1972 i New York City, New York, USA) var en amerikansk komponist, pianist og lærer.
Overton studerede klaver som ung, og studerede senere komposition og musikteori på Chicago Musikkonservatorium, og senere på Juilliard Shcool of Music, med Vincent Persichetti. Han har skrevet 2 symfonier, orkesterværker, kammermusik, operaer, sange etc. Han var var meget jazz inspireret, bl.a. af Thelonius Monk, og spillede og indspillede selv på klaver med mange af jazzens store musikere såsom Stan Getz og Jimmy Raney. Han var lærer i komposition på Juilliard Scholl of Music , og en del af ledelsen på skolen. Oberton underviste også på Yale School of Music og på The New School for Social Research i New York City.

## Udvalgte værker
- Symfoni nr. 1 (1955) - for strygeorkester
- Symfoni nr. 2 (1962) (i en sats) - for orkester
- "Huckleberry Finn" (1972) - opera
- "Sonoriteter" (1964) - for orkester